# Tramwaje w Rumunii
Tramwaje w Rumunii – systemy komunikacji tramwajowej działające w Rumunii.
Według stanu ze stycznia 2024 roku w Rumunii istnieje 11 systemów tramwajowych – 9 normalnotorowych (1435 mm) i 2 wąskotorowe (1000 mm).

## Charakterystyka
Najmłodsza sieć tramwajowa znajduje się w Botoszanach, natomiast najstarsza w Timișoarze. Największa sieć położona jest w Bukareszcie, z kolei najmniejsza w Botoszanach. Większość systemów tramwajowych funkcjonuje na północy kraju. W latach 80. i 90. XX wieku zbudowano nowe systemy tramwajowe w Botoszanach, Krajowie, Ploeszti, Konstancy, Reșicie i Braszowie, jednak trzy ostatnie zlikwidowano już w pierwszych latach XXI wieku.

## Systemy
| Miasto lub obszar | Operator                                 | Rozstaw | Długość sieci | Data     | Data           | Data        | Artykuł                 |
| Miasto lub obszar | Operator                                 | Rozstaw | Długość sieci | otwarcia | elektryfikacji | likwidacji  | Artykuł                 |
| ----------------- | ---------------------------------------- | ------- | ------------- | -------- | -------------- | ----------- | ----------------------- |
| Arad              | Compania de Transport Public Arad        | 1000 mm | 48 km         | 1869     | 1869           | funkcjonuje | Tramwaje w Aradzie      |
| Botoszany         | Eltrans                                  | 1435 mm | 7 km          | 1991     | 1991           | 2022        | Tramwaje w Botoszanach  |
| Braiła            | Braicar                                  | 1435 mm | 22,7 km       | 1900     | 1900           | funkcjonuje | Tramwaje w Braile       |
| Braszów           | Regia Autonomă de Transport Brașov       | 1435 mm | 7 km          | 1987     | 1987           | 2006        | Tramwaje w Braszowie    |
| Bukareszt         | Societatea de Transport București        | 1435 mm | 143 km        | 1872     | 1894           | funkcjonuje | Tramwaje w Bukareszcie  |
| Gałacz            | Transurb                                 | 1435 mm | 33 km         | 1900     | 1900           | funkcjonuje | Tramwaje w Gałaczu      |
| Jassy             | Compania de Transport Public Iași        | 1000 mm | 35 km         | 1900     | 1900           | funkcjonuje | Tramwaje w Jassach      |
| Kluż-Napoka       | Compania de Transport Public Cluj-Napoca | 1435 mm | 12 km         | 1893     | 1893           | funkcjonuje | Tramwaje w Klużu-Napoce |
| Konstanca         | Regia Autonomă de Transport Constanța    | 1435 mm | 44 km         | 1984     | 1984           | 2008        | Tramwaje w Konstancy    |
| Krajowa           | Regia Autonomă de Transport Craiova      | 1435 mm | 16,7 km       | 1987     | 1987           | funkcjonuje | Tramwaje w Krajowie     |
| Lipova            |                                          | 700 mm  | 3,7 km        | 1911     |                | 1936        | Tramwaje w Lipovie      |
| Oradea            | Oradea Transport Local                   | 1435 mm | 19,2 km       | 1882     | 1906           | funkcjonuje | Tramwaje w Oradei       |
| Ploeszti          | Transport Călători Express Ploiești      | 1435 mm | 10,3 km       | 1987     | 1987           | funkcjonuje | Tramwaje w Ploeszti     |
| Reșița            | Prescom                                  | 1435 mm | 10 km         | 1988     | 1988           | funkcjonuje | Tramwaje w Reșicie      |
| Satu Mare         |                                          | 760 mm  | 5 km          | 1900     | 1900           | 1920        | Tramwaje w Satu Mare    |
| Sybin             | Tursib                                   | 1000 mm | 15,5 km       | 1905     | 1905           | 2011        | Tramwaje w Sybinie      |
| Timișoara         | Societatea de Transport Public Timișoara | 1435 mm | 30,9 km       | 1869     | 1899           | funkcjonuje | Tramwaje w Timișoarze   |